# Pamela aneb Odměněná ctnost
Pamela aneb Odměněná ctnost (1740, Pamela, or Virtue Rewarded) je román v dopisech od anglického preromantického spisovatele Samuela Richardsona, ve kterém autor vypráví příběh mladičké služebné, která odolává svodům svého pána tak dlouho, až jej přiměje k tomu, aby se s ní oženil.
Do češtiny nebyl román doposud přeložen.

## Vznik románu
Inspiraci k románu našel Richardson při psaní svazku vzorových dopisů Familiar Letters on Important Occasions (1741, Dopisy známým pro důležité příležitosti), který vytvářel na žádost přátel. Zařadil do něj také dopis otce dceři pracující jako služebná, o které se dozvěděl, že její pán usiluje o její čest, a dopis s dceřinou odpovědí. Tato situace jej následně zaujala natolik, že jí rozvedl do samostatného psychologického románu, pro nějž je charakteristický ponor do nitra postav, psychologická introspekce a výrazný didaktický záměr, který je typický i pro jeho další díla.

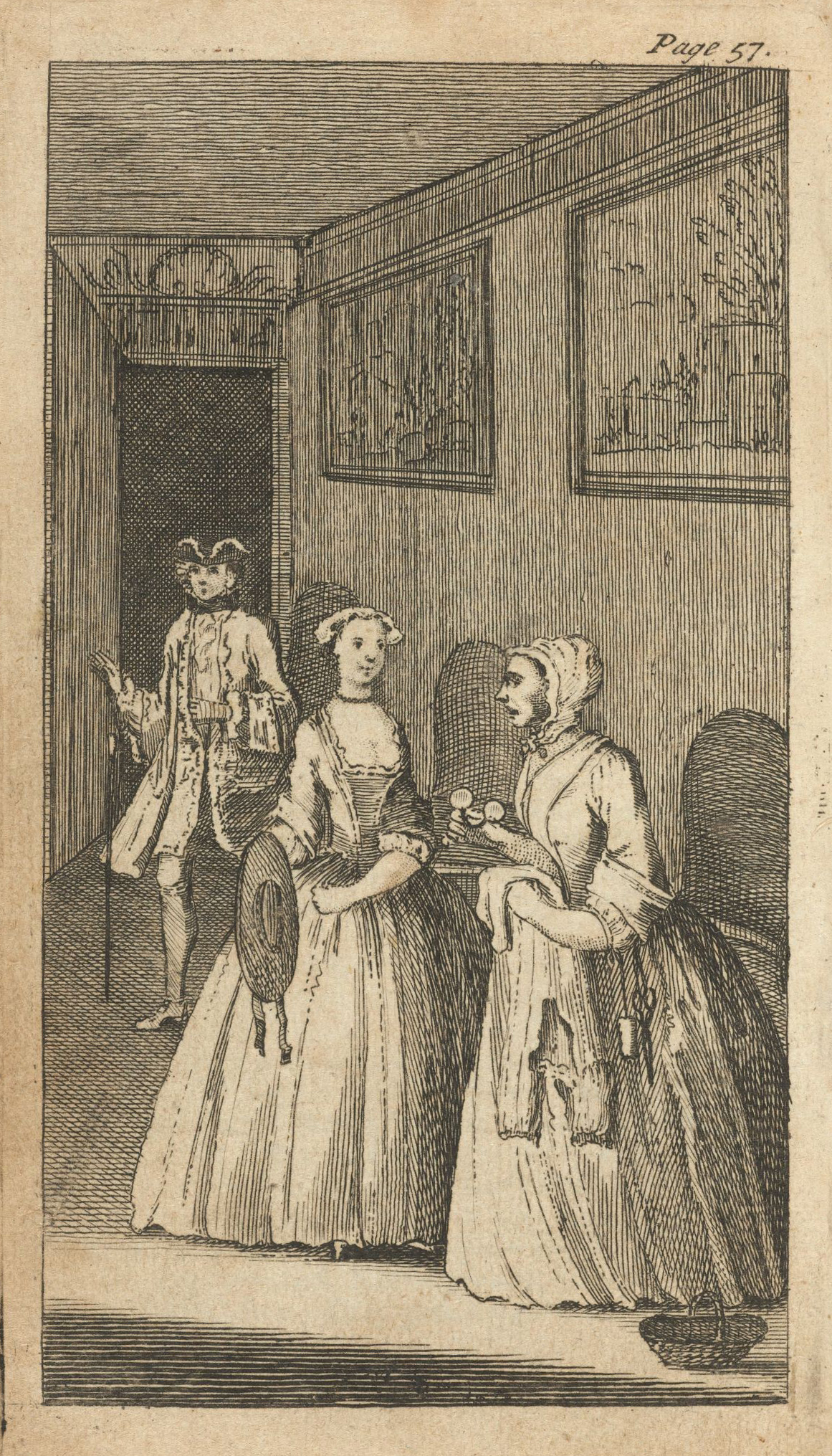
Ilustrace z vydání roku 1741

Román se stal okamžitě slavným a během půl roku vyšel ve čtyřech vydáních. Roku 1742 k němu Richardson připsal pokračování Pamela in her Exalted Condition (Pamela ve vznešeném stavu), které obvykle vychází společně románem Pamela, ale při svém vydání nebylo příliš úspěšné. Dílo vzniklo především jako reakce na podvržené pokračování Pamela's Conduct in High Life od Johna Kellyho (1680?–1751) z roku 1741.
Popularita románu vedla ale také k veřejné debatě o jeho stylu. Richardson patřil k řemeslnické třídě a mezi anglickými středními a vyššími vrstvami, kde byl román populární, byla pociťována nad jeho někdy plebejským stylem určitá nelibost. Richardson na některé z těchto kritik reagoval revizí románu pro každé nové vydání (nakonec revidoval čtrnáct vydání Pamely). Mezi nejvýznamnější změny, které provedl, patřila změna v Pamelině slovníku. V prvním vydání je její dikcí slovník dělnické ženy, ale v pozdějších vydáních ji Ruichardson jazykově přiblížil střední třídě, takže se její sňatek s příslušníkem vyšší společností již nezdál tak skandální.

## Literární význam a kritika
Richardson je díky Pamele považován za jednoho ze zakladatelů moderního románu. Psychologickou kresbu postav mu umožnila epistolární a deníková forma, ve které je román napsán. Díky tomu jsou všechny postavy i děje v románu nazírány Pamelinýma očima a zároveň jsou odhalovány všechny její důvěrné city a úvahy, které se jich týkají. Richardson se tak mohl plně soustředit na vnitřní drama své hrdinky, na boj, který se v ní odehrává, když na jednu stranu odmítá erotické návrhy svého pána, ale láska k němu zároveň hrozí přemoci její vůli.
Úspěch románu vedl brzy abbého Prévosta k jeho překladu do francouzštiny. V Itálii podle románu napsal komedii Carlo Goldoni. Francouzské jevištní adaptace vytvořili Louis de Boissy a François de Neufchâteau.
Brzy po vydání však román vyvolal také řadu kritik, které poukazovali na pokrytectví a ctižádost hlavní postavy. Pamela totiž dost často uvažuje o své ctnosti jako o zboží pro sňatkový trh. Začaly dokonce vycházet pamflety, které zesměšňovaly její morálku tím, že obsahovaly její „pravé“ dopisy o událostech, které zamlčela. Významnou parodií románu bylo především dílo Henryho Fieldinga z roku 1741 Shamela, v němž hrdinka (její jméno v angličtině asociuje přetvářku a hanbu) ovládne city svého pána především proto, aby se stala bohatou ženou. Roku 1742 Fielding vydal román Joseph Andrews, jehož první část je opět parodií na Pamelu. Jeho hrdinou je cnostný bratr Pamely pracující jako lokaj, kterého sestřiny uveřejněné dopisy inspirovaly k tomu, že odolal svodům své paní.

## Obsah románu
Hlavní hrdinkou románu je prostá, zbožná a nevinná patnáctiletá dívka Pamela Andrewsová, která pracuje jako služebná lady B. v Bedfordshire. Děj románu začíná poté, co lady B. zemřela. Z dopisů, které Pamela píše hlavně svým rodičům, postupně vysvítá, jak syn její zemřelé paní chce využít svého nového postavení bohatého vlastníka půdy a zámeckého pána k tomu, aby ji připravil o panenství. Pamela uvažuje o návratu ke svým chudým rodičům, ale protože jí pan B. není zcela lhostejný, zůstává.

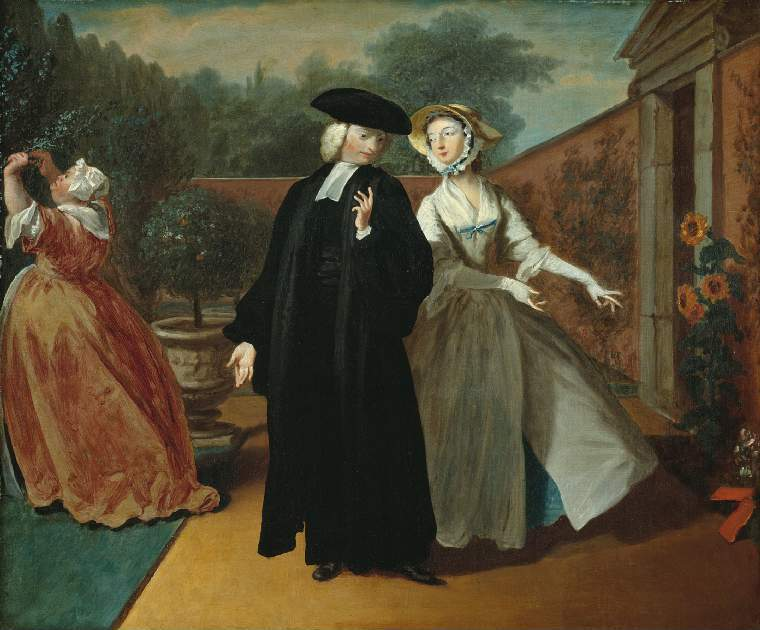
Pamela a pan Williams, obraz od Josepha Highmoreho z roku 1743.

Pan B. tvrdí, že plánuje Pamelin sňatek s panem Williamsem, jeho kaplanem v Lincolnshire a slibuje dát peníze Pameliným rodičům, když bude souhlasit s jeho návrhy. Pamela to odmítá a rozhodne se opravdu vrátit domů, ale pan B. zachytí její dopisy a řekne dívčiným rodičům, že Pamela má milostný poměr s chudým duchovním a že ji proto pošle na bezpečné místo, aby si uchovala svou čest.

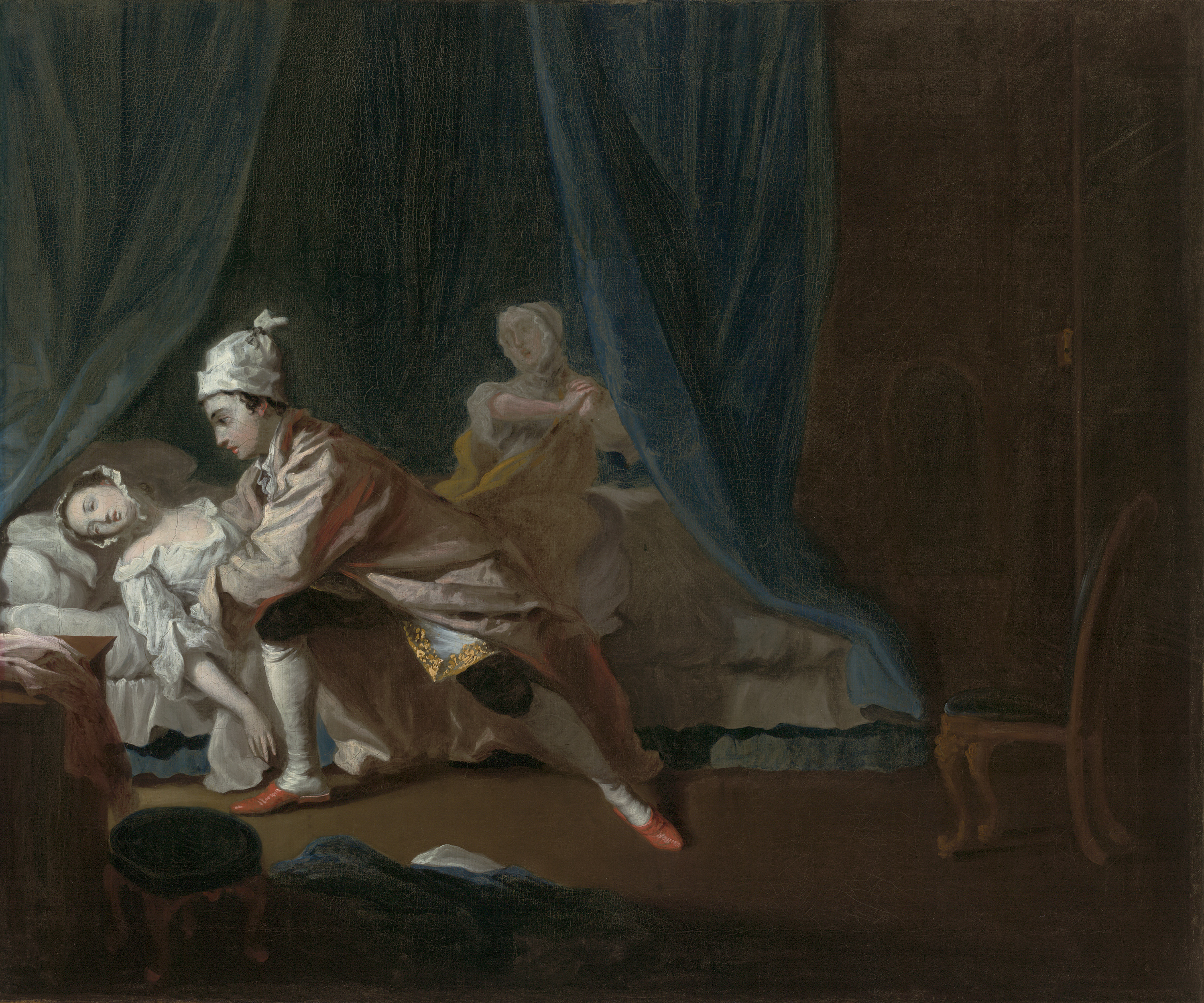
Pamelininy mdloby při pokusu o znásilnění panem B., obraz od Josepha Highmoreho

Pamela je poté odvezena do Lincolnshire a začne si psát deník v naději, že jednoho dne bude zaslán jejím rodičům. Pan B. slibuje, že se k Pamele nepřiblíží bez jejího souhlasu, a na nějaký čas z Lincolnshire odjede. Služebná v Lincolnshire, paní Jewkesová, hrubá žena zcela oddaná panu B., Pamelu donutí, aby se stala její společnicí, a dokonce s ní hrubě zachází.
Pamela se setká s panem Williamsem, který souhlasí s tím, že spolu budou komunikovat pomocí dopisů ukrývaných v zahradě. Pan Williams pak žádá okolní venkovskou šlechtu o pomoc, ale ti ji odmítají poskytnout kvůli sociálnímu postavení pana B. Pan Williams se chce dokonce s Pamelou oženit, aby unikla zlovolnosti pana B. Paní Jewkesová náhodou odhalí korespondenci pana Williamse s Pamelou. Pan B. žárlivě říká, že Pamelu nenávidí. Nechá pana Williamse zatknout a chce Pamelu dát za ženu jednomu svému služebníkovi. Zoufalá Pamela chce uprchnout, ale zraní se. S pomocí paní Jewkesové se pan B. převlečený za služku dostane k Pamele do postele a pokusí se ji znásilnit. Ta ale dostane záchvat mdloby a zdá se, že na něj zemře. Pan B. činí pokání, stane se laskavější, řekne Pamele, že ji miluje, ale že si ji nemůže vzít kvůli sociální propasti mezi nimi.

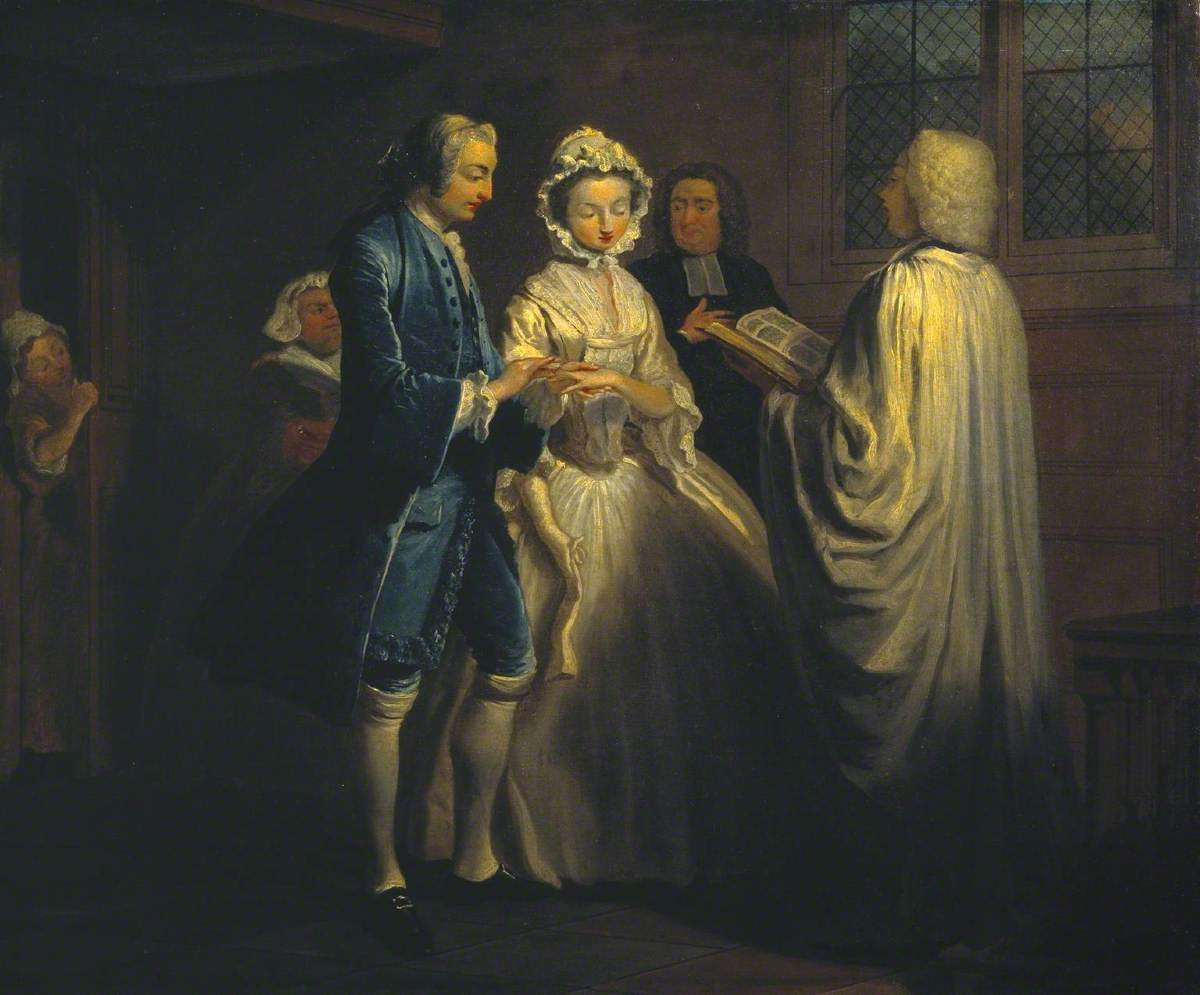
Svatba Pamely a pana B., obraz od Josepha Highmoreho

Pamela ukryje balíček dopisů v zahradě, paní Jewkesová je najde a předá jej panu B. Při jejich čtení pan B. pocítí lítost nad svými činy a chce se s Pamelou oženit. Ta jej odmítá a prosí ho, aby se mohla vrátit ke svým rodičům. Cítí se však podivně smutná, když mu dává sbohem. Pan B. jí pošle dopis, ve kterém jí přeje šťastný nový život a Pamela si uvědomí, že pana B. miluje. Když ji v dalším dopise prosí, aby se vrátila, protože je nemocný, Pamela s návratem souhlasí.

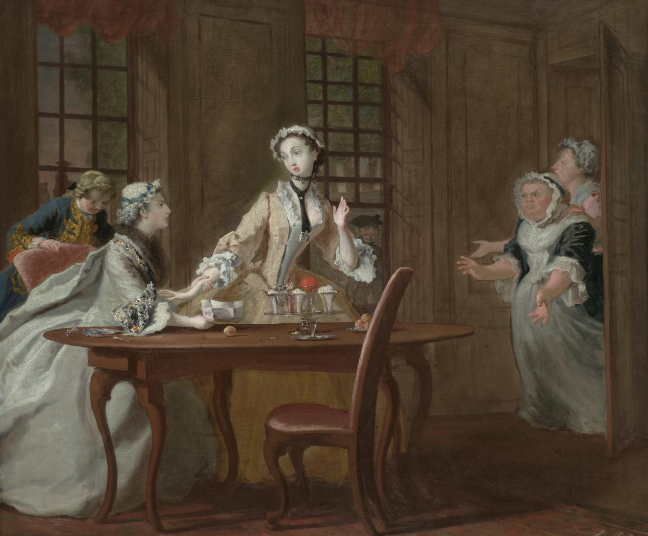
Pamela a lady Daversová, obraz od Josepha Highmoreho

Pan B. s Pamelou uzavřou sňatek. Pan Williams je z vězení propuštěn. Pamelin otec přijde dceru odvézt domů, ale uklidní se, když ji vidí šťastnou. V nepřítomnosti pana B. navštíví ale Pamelu sestra pana B. lady Daversová, která Pamelou opovrhuje, považuje její sňatek za neplatný a vyhrožuje jí. Druhý den v přítomnosti pana B. Pamelu urazí a řekne jí, že pan B. má dceru se Sally Godfreyovou, kterou v mládí svedl. Rozzlobený pan B. se chce se sestrou navždy rozejít, ale Pamela je smíří. Lady Daversová pak Pamelu přijme.
Společně s panem B. navštíví Pamela dcerou pana B a dozví se, že její matka je nyní šťastně provdaná na Jamajce. Pamela navrhne vzít dívku s sebou domů. Okolní šlechta, která kdysi Pamelou pohrdala, ji nyní chválí.
V pokračování románu se z Pamely stala příslušnice urozené společnosti, vzorná manželka a matka, která důstojně snáší zálety svého muže a obrací jej na cestu ctnosti. Její „kazatelské“ dopisy se ale vyznačují značnou nudností.

## Adaptace

### Výtvarné umění
V letech 1743–1744 vytvořil anglický malíř Joseph Highmore podle románu sérii dvanácti obrazů.

### Divadlo
- Louis de Boissy: Paméla en France, ou la Vertu mieux éprouvée (1743), francouzská komedie.[7]
- Carlo Goldoni: Pamela (1750), italská komedie.[8]
- François de Neufchâteau: Paméla ou la vertu récompensée (1793).[9]

### Film a televize
- Mistress Pamela (1973), britský film, režie Jim O'Connolly.[10]
- Elisa di Rivombrosa (2003), italský televizní seriál částečně založený na motivech z románu, režie Cinzia Th. Torrini.[11]